# Eutanazija
██ Zakonski dozvoljena aktivna eutanazija 
██ Zakonski dozvoljena pasivna eutanazija 
██ Nikakav zakonski oblik eutanazije
██ Bez podataka
Eutanazija je čin s ciljem uzrokovanja smrti, kako bi se uklonila svaka bol. Sastoji se u nakani volje i u primijenjenim postupcima. Želi se ukloniti bol namjernim prekidanjem života čovjeku, a za to se primjenjuju primjerena sredstva.
Eutanazija, koju neki zovu i ubojstvom iz milosrđa, postupak je kojim se svjesno i namjerno usmrćuje neizlječivo bolesna osoba u situaciji kada je kvaliteta njezina života (zbog teških bolova ili potpunog odsustva svijesti) pala (po njezinu sudu ili sudu njezinih skrbnika) ispod ljudske razine. 
Postoji više vrsta eutanazije:
- dobrovoljna – eutanazija koja se vrši na zahtjev pacijenta koji je sposoban donijeti kompetentnu odluku
- nedobrovoljna – u slučaju da pacijent nije osoba koja je sposobna donijeti kompetentnu odluku (novorođenče, osobe u komi...), već umjesto njih to učini neka druga osoba (roditelj, supružnik, skrbnik)
- pasivna eutanazija – ako se eutanazija izvrši izostavljanjem liječenja (tj. neliječenjem, isključivanjem aparata, prestankom terapije) pa se pacijent pusti umrijeti
- aktivna eutanazija – postupak kojim se osoba izravno usmrćuje (smrtonosna injekcija)

Eutanaziju treba razlikovati od liječnički ili medicinski potpomognutog samoubojstva: u ovom drugom slučaju riječ je o postupku kojim liječnik stavi na raspolaganje bolesniku sredstvo kojim će si okončati život ili mu savjetom pomogne da to učini.

## Povijest eutanazije
Pojam potječe iz Stare Grčke. Pod time su podrazumijevali bezbolnu prirodnu smrt, a ne namjerno izazvanu smrt.[nedostaje izvor] U suvremeno vrijeme pojavili su se filozofi koji su razmatrali eutanaziju. E. Haeckel zahtijevao je da se duševno i tjelesno neizlječivi bolesnici pobiju na bilo koji prikladan i bezbolan način. Godinu dana nakon njegove smrti, 1920., tom će pitanju pristupiti pravnik K. Binding i liječnik A. Hoche.  Oni određuju koji su životi nevrijedni života i nazivaju ih "balast–egzistencijama".[nedostaje izvor] Tu su uključili sve osobe s tjelesnim i mentalnim oboljenjima. Nacisti su to prihvatili i širili propagandu, preko knjiga, novina i filmova, utječući na javno mnijenje. Potom je Hitler takve nazvao "beskorisnim jedačima", a teoriju uglednih i priznatih profesora primijenio u praksi, tako da su nacisti eutanazirali 300.000 osoba s tjelesnim i mentalnim oboljenjima. Pedantno su evidentirali sve tako oboljele osobe, slali ih u domove i tamo eutanazirali. Poslije su im vadili mozgove i radili istraživanja. Još i dan danas čuvaju se u kemikalijama neki od mozgova eutanaziranih osoba. To je bio uvod u holokaust.[nedostaje izvor]
Oko 1960. počelo se ponovno razmišljati o eutanaziji. U SAD-u su od tada do danas, malo po malo, objavljivane knjige, rasprave o eutanaziji, uglavnom naklonjene njenom ponovnom uvođenju. O tome je bilo mnogo televizijskih emisija, filmova, novinskih članaka i sudskih odluka.[nedostaje izvor]

## Palijativna medicina
Grana medicine kojoj nije svrha izliječiti bolest, već umanjiti fizičke bolove i mentalne patnje, osnažiti životne sposobnosti i tako popraviti kvalitetu života umirućih.
Palijativna skrb može se pružiti u specijaliziranim medicinskim ustanovama, tzv. hospicijima, ali također i u kući umiruće osobe. 
Palijativna medicina gleda na umiranje kao prirodni sastavni dio života i pokušava ga učiniti dostojanstvenijim.

## Odnos religija prema eutanaziji
Kršćani, Židovi i Muslimani dijele zajedničko mišljenje, da je Bog - Stvoritelj života i Gospodar života i smrti i da eutanazija nije dopuštena, jer je nasilnički čin u suprotnosti s Božjim zakonima i ozbiljno narušava svetost ljudskog života. 
Glavni rabin u Ujedinjenom Kraljevstvu izjavio je: "Kad se za bilo kojeg čovjeka, kaže da je bezvrijedan ili beskoristan, kad se za bilo koja dva čovjeka kaže da nisu jednako vrijedni, narušavaju se temeljne ljudske vrijednosti i prelazi se u relativizam, koji razara naš moralni red. Obezvrjeđivanjem života starijih ljudi, nerođene djece, bolesnika u komi, invalidnih osoba,....doslovno si sami kopamo svoje grobove."
Sažimljući katolički nauk, papa Ivan Pavao II. u enciklici Evanđelje života potvrđuje da je "eutanazija teška povreda Božjega zakona, budući da je namjerno ubojstvo ljudske osobe moralno neprihvatljivo."

## Eutanazija životinja
Eutanazija životinja dopuštena je kad one trpe veliku bol a ne može im se pomoći.
U nacističkoj Njemačkoj postojali su strogi zakoni protiv eutanazije životinja, a eutanazija ljudi bila je dozvoljena.[nedostaje izvor] Na suđenju nacista u Nürnbergu, program eutanazije T-4 proglašen je "zločinom protiv čovječanstva", a glavni je sudac izjavio: "Da ste zakon protiv eutanazije životinja primjenjivali na ljude, ovi strašni zločini nikad se ne bi dogodili. Jedna od najvećih vaših sramota je da niste shvaćali da bi se u najgorem slučaju ljudi trebali tretirati jednako kao životinje, a ne nikako manje." Novija istraživanja, koja se temelje na istraživanjima iz 1990., upućuju na brojku od barem 200.000 psihičko ili mentalno hendikepiranih ljudi ubijenih lijekovima, izgladnjivanjem, ili plinskim komorama između 1939. i 1945.

## Umjetnost
Hrvatski autor animiranih filmova Joško Marušić redatelj je kratkoga animiranoga filma Eutanazija (2018.), koji govori o istoimenoj temi.